# كلير هولدن روثمان
كلير هولدن روثمان (بالإنجليزية: Claire Holden Rothman)‏ (1958، مونتريال في كندا)؛ مترجمة وروائية كندية.